# Gustav Adolph Techow

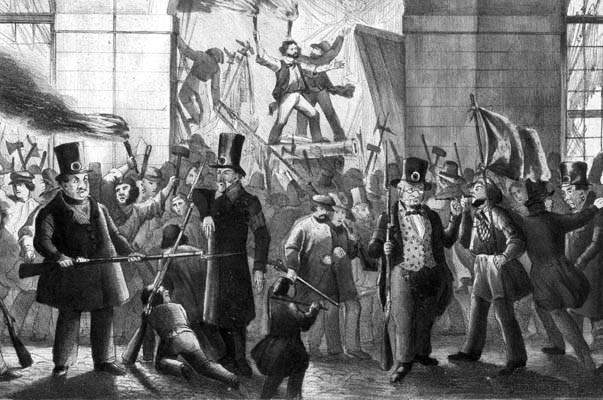
Zeitgenössische Karikatur: Heldenhafte Verteidigung des Zeughauses

Gustav Adolph Techow (* 1813; † 25. Mai 1890 in Melbourne) war ein preußischer Offizier, deutscher Revolutionär und Turnlehrer in Australien.

## Leben
Techow ließ als preußischer Oberleutnant am 14. Juni 1848 beim Berliner Zeughaussturm die Berliner Bürgerwehr in das Zeughaus ein. Auch sein Vorgesetzter Hauptmann Hermann von Natzmer (1806–1858) verweigerte einen Schießbefehl. Beide wurden deshalb im Juli 1848 zu 15 Jahren Festungsarrest verurteilt. Ihnen gelang die Flucht aus den Kasematten der Zitadelle Spandau.
Im Frühjahr 1849 kam Techow in die bayerische Pfalz und wurde dort Teilnehmer am pfälzischen Aufstand. Am 20. Mai 1849 ernannte die provisorische Regierung eine Militär-Kommission der Pfalz. Ordentliche Mitglieder wurden ehemalige, desertierte Offiziere. Techow wurde zu ihrem Vorsitzenden und Chef des Generalstabs ernannt.
Nach dem Scheitern der Reichsverfassungskampagne flüchtete er in die Schweiz und ging 1850 nach England, wo er eine Turnanstalt gründete. 1852 wanderte er mit Natzmer nach Australien aus. Ein Grund war der Goldrausch. 1866 war er dort Turnlehrer und Autor.
Karl Marx und Friedrich Engels erwähnen ihn in ihren Briefen.
Das pfälzische Appellationsgericht in Zweibrücken verurteilte Techow in Abwesenheit zum Tode. In der Anklag-Akte stand er an 186. Stelle. Eine Amnestie in Bayern erfolgte 1865.
Otto Hartmann schrieb: „Von Zeit zu Zeit erließ man einen Steckbrief [in Preußen] gegen ihn, um die Verjährung zu unterbrechen. Nach dem Tode Kaiser Wilhelms kam er in die Schweiz und frug in Berlin an, ob er in die Heimat zurückkehren könne. Darauf wurde der Steckbrief gegen ihn erneuert – im Jahre 1888!“

## Schriften
- Manual of Gymnastic Exercises, for the Use of Schools and at Home. Melbourne 1866. Google Books (5,3 MB)